# ラウフ・オルバイ

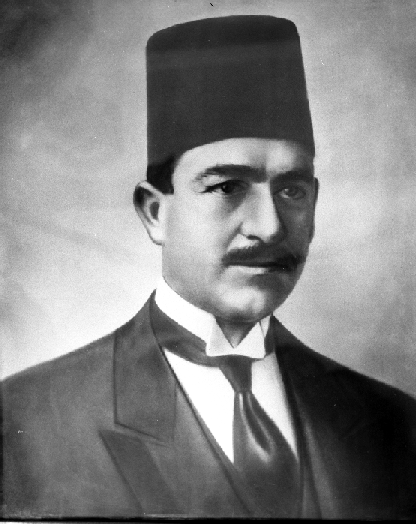
ラウフ・ベイ

ヒュセイン・ラウフ・オルバイ（Hüseyin Rauf Orbay, アシュハルア Aşharua のラウフ、1881年‐1964年7月16日）は、オスマン帝国の海軍軍人、トルコの政治家。トルコ革命中の1922年から翌年にかけて、暫定首相を務めた。最終階級は、海軍大佐。

## 経歴

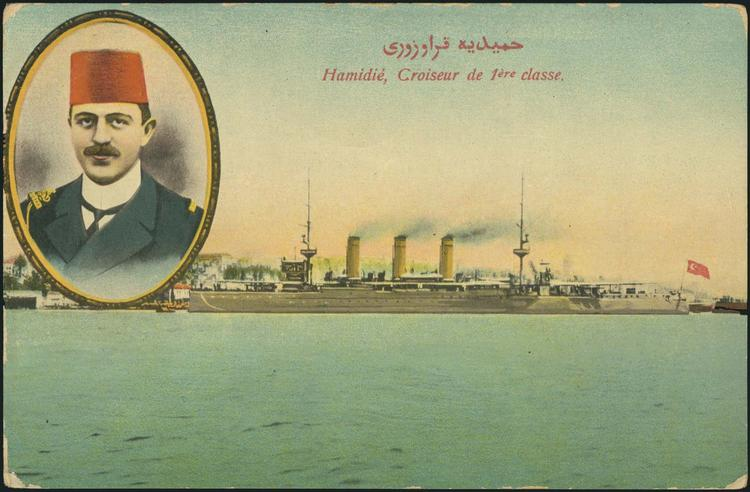
ラウフ・オルバイが艦長を務めた防護巡洋艦「ハミディエ」。

アブハズ人のアシュハルア部出身の海軍大将で名士会議員メフメド・ムザッフェル・パシャの息子としてイスタンブールで生まれる。母はクレタ島の出身。オスマン帝国海軍に入り、1889年に海軍大学を卒業して海軍将校となる。アメリカ合衆国、イギリス、ドイツ帝国など列強諸国の大使館で駐在武官を務める。
防護巡洋艦「ハミディエ」艦長として伊土戦争やバルカン戦争に従軍、エーゲ海や地中海において単鑑で通商破壊作戦に従事。ハミディエ号の英雄(ハミディエ・カフラマヌ)と呼ばれた。第一次世界大戦中はイランやイラクに駐在していたが、オスマン帝国の敗北に際し、アフメト・イッゼト・パシャ内閣の海軍大臣として、1918年10月30日に連合国との間でムドロス休戦協定に署名した。
連合軍の国土分割に抵抗するトルコ革命が始まると、アナトリアに渡り、指導者のムスタファ・ケマルらと協力した。1919年7月23日のエルズルム会議で代表委員に選ばれ、次いで9月4日のスィヴァス会議では副議長に選出された。しかし、1920年1月20日に召集されたオスマン帝国の最後の代議員会議(Meclis-i Mebusanı)にスィヴァス代表として参加したところ、他の高官とともにイギリス軍によりマルタ島に抑留された。1921年にアンカラに戻り、トルコ大国民議会に参加。戦争が大国民議会派の勝利に終わると、ヒュセイン・ラウフは1922年に暫定首相に就任した。
1924年にはトルコ最初の野党である進歩共和党の設立に参加したが、1925年に同党が政府から解散命令を受け、さらに翌年イズミルでケマル暗殺未遂事件が発生すると、ラウフは政府の弾圧を避けてヨーロッパに亡命した。亡命生活は10年に及び、1935年にケマル・アタテュルクの許しを得て帰国した。
アタテュルク死後の1939年、カスタモヌ選出の大国民議会議員として政界復帰。第二次世界大戦中の1942年から駐英大使を務めたが、1944年に辞任した。イスタンブールで死去した。

## 参考図書
- Cehennem Değirmeni （『地獄の石臼』）, Emre Publishing, September 1993　　（自伝）
- Rauf Orbay, Siyası Hatıralar, Örgün Yayınevi, İstanbul, 2003

## Gallery

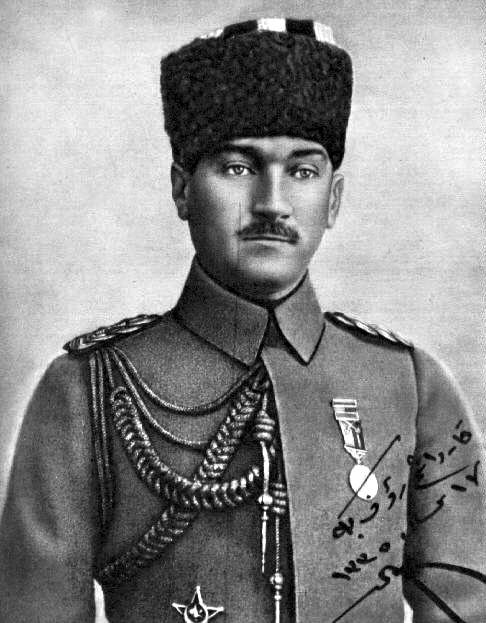
ムスタファ・ケマルの写真（1919年）、『我が兄弟ラウフ・ベイへ』の一文と署名とともに、1335(1919)年4月17日にラウフにプレゼントされたもの
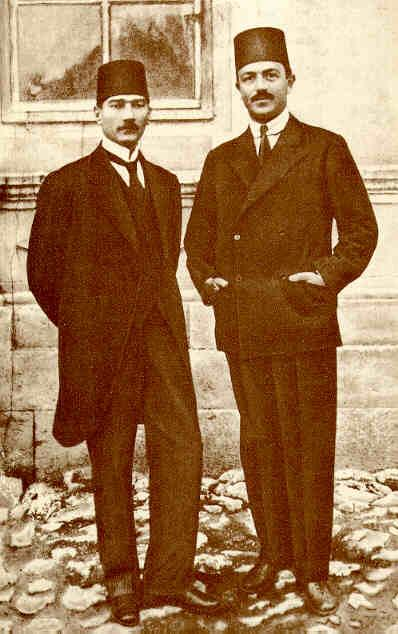
スィヴァス会議でのラウフ・ベイ（左）とムスタファ・ケマル・パシャ (1919年9月)
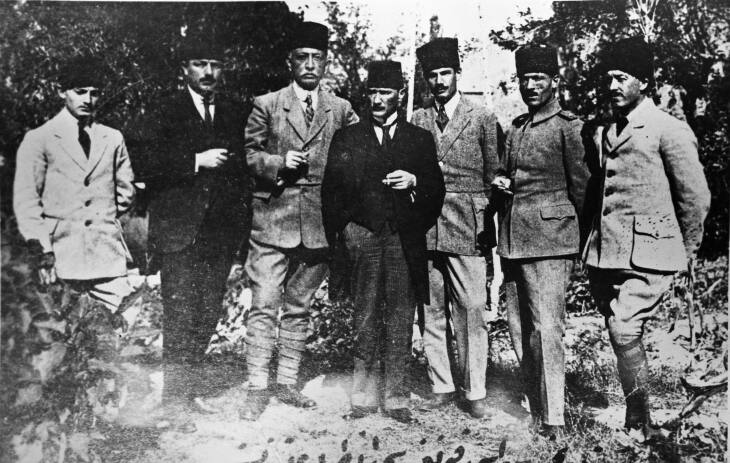
スィヴァス会議会期中の一幕。左から右へ:ムザッフェル・クルチ、ラウフ(オルバイ)、ベキル・サーミ(クンドゥフ)、ムスタファ・ケマル(アタテュルク)、ルーシェン・エシュレフ(ユナイドゥン)、ジェミル・ジャヒト(トイデミル)、ジェヴァート・アッバス(ギュレル)